# Julian Schmid (Politiker)

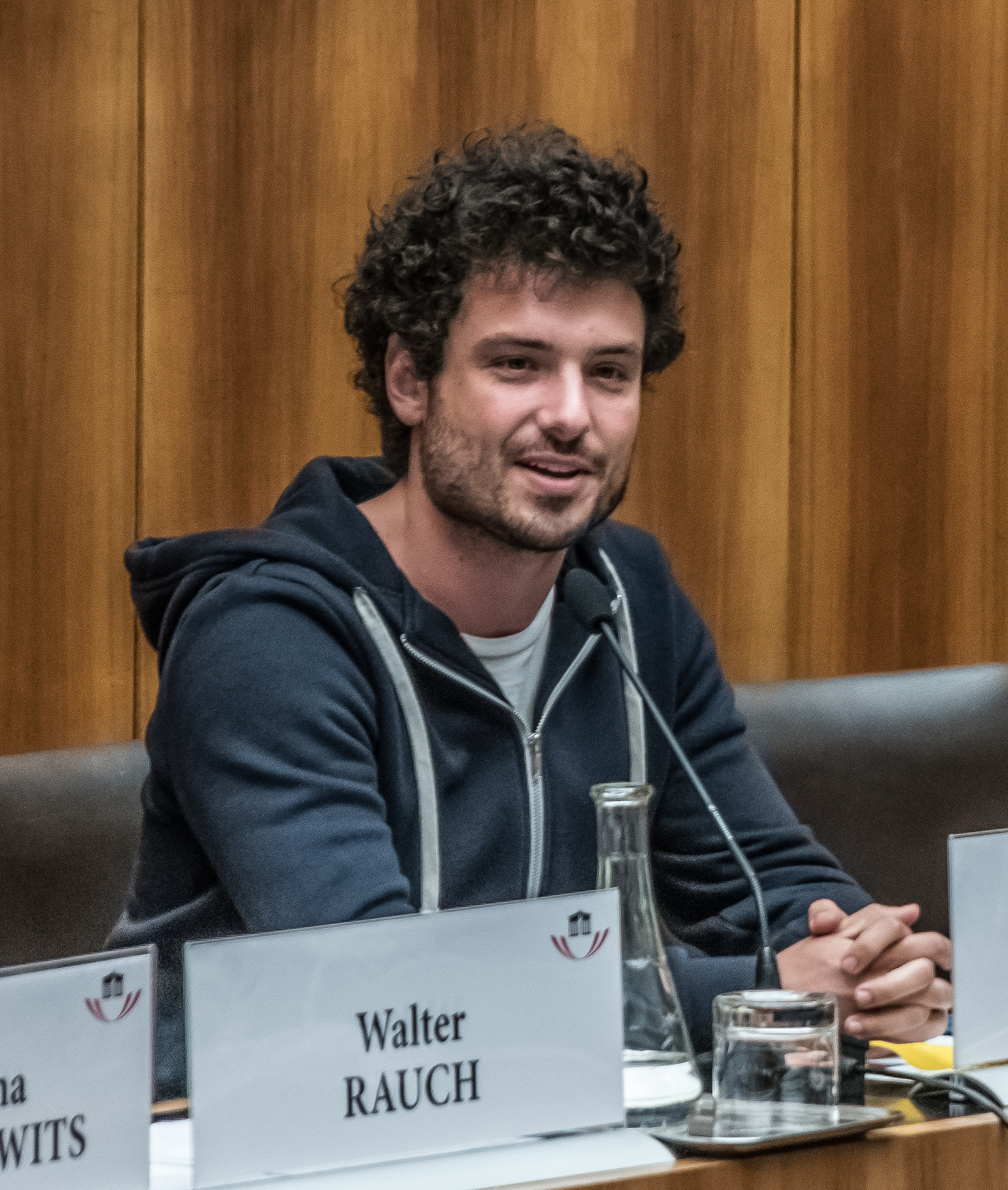
Julian Schmid beim Jugendparlament am 10. Juni 2016 im Nationalrat

Julian Schmid (* 21. April 1989 in Klagenfurt am Wörthersee) ist ein österreichischer Politiker der Grünen. Er war von 2013 bis 2017 Abgeordneter zum Nationalrat. Nach der Nationalratswahl 2017 und dem Ausscheiden der Grünen aus dem Nationalrat verlor er seinen Parlamentssitz.

## Leben
Schmid besuchte von 1999 bis 2007 das Bundesrealgymnasium Klagenfurt-Viktring und war im Schuljahr 2006/2007 Kärntner Landesschulsprecher der unabhängigen Schülerliste „Farblos“. 2008 leistete er im Jugendzentrum „Arche“ in Feldkirchen in Kärnten seinen Zivildienst ab. Ab Oktober 2008 studierte er an der Universität Wien Politikwissenschaft, worin er 2012 als Bachelor abschloss. Bis 2013 studierte er auch Volkswirtschaft.
2009 war er kurzfristig Ersatzmitglied zum Klagenfurter Gemeinderat und von 2010 bis Dezember 2012 Mitglied des Landesparteivorstandes der Grünen in Wien. Weiters war er von 2010 bis 2013 Bezirksrat in Wien-Wieden.
Schmid war ab 29. Oktober 2013 Abgeordneter zum österreichischen Nationalrat. Zum Zeitpunkt der Amtseinführung war er mit 24 Jahren das jüngste männliche Nationalratsmitglied der Geschichte. Während des Wahlkampfes 2013 wurde ein Werbesujet, welches ihn mit roten Kussmünden übersät und dem Slogan „Ich bin Öffi für alles“ zeigte, von der Werbewatchgroup als sexistisch eingestuft. Das Werbeplakat der Grünen betreibe die „Sexualisierung des Mannes“. Bei der Amtseinführung fiel er durch seinen Auftritt mit Kapuzenpulli auf. Kritiker warfen ihm wiederholt vor, dass sein Auftreten zu sehr auf plakative Effekte ausgerichtet sei und er im Nationalrat nur wenig tatsächliche politische Arbeit leiste. Schmid erwiderte darauf, dass er sich als Vertreter junger Menschen im Parlament sehe. Diese würden anders kommunizieren und seien mit dem ihnen vertrauten Kommunikationsstil am besten zu erreichen.
Am  Bundeskongress der Grünen in Linz am 25. Juni 2017 gewann er in einer Kampfabstimmung gegen Peter Pilz den vierten Listenplatz für die Kandidatur der Grünen bei der Nationalratswahl 2017. Pilz verließ daraufhin die Grünen und führte mit der Liste Peter Pilz einen eigenständigen Nationalratswahlkampf. Die Liste Peter Pilz zog nach der Nationalratswahl 2017 mit 4,4 Prozent und acht Mandaten ins Parlament ein, während die Grünen massive Verluste erlitten und mit 3,8 Prozent knapp an der Vier-Prozent-Hürde scheiterten und aus dem Nationalrat ausschieden. Der Klubobmann der Grünen, Albert Steinhauser, meinte dazu: „Hätten wir den Peter Pilz auf Platz vier gewählt, dann wären die Grünen jetzt mit Sicherheit im Nationalrat.“
Auf die Nachfrage, ob er schuld am Ausscheiden der Grünen aus dem Nationalrat wäre, wies Schmid darauf hin, dass Pilz schon länger an die Gründung einer eigenen Partei gedacht habe. Außerdem hätten auch der damalige Konflikt zwischen der Bundespartei und ihrer Jugendorganisation Junge Grüne, der Rücktritt von Eva Glawischnig und die erfolgreiche Inszenierung der SPÖ als Gegenpol zu „Schwarz-Blau“ zu Stimmenverlusten geführt. Anfang 2018 zog Schmid sich im Stillen aus der Politik zurück.